# 景聞
景聞（1827年—？），字子乾，号鸣皋，一号云槎，谟爾啟特氏，蒙古镶黄旗人。道光己酉举人，咸丰壬子进士。后任户部郎中，四川順慶府知府。

## 家族
- 高祖常明柱，原任理藩院郎中；
- 曾祖雅爾善，乾隆丙子举人，盛京錦县知县；
- 曾伯祖雅爾图，河南巡抚；
- 伯祖永慧，云南布政使；
- 祖達椿，赞礼郎；
- 父承存，理藩院郎中；
- 嫡母爱新觉罗氏，
- 继母果罗罗氏，嘉庆丁丑翻译进士達興阿之妹。
- 妻觉罗氏，